# Voice (2AM)
Voice è un album in studio in lingua giapponese del gruppo sudcoreano 2AM, pubblicato nel 2013.

## Tracce
1. For You: Kimi no Tame ni Dekiru Koto – 4:05
2. Denwa ni Denai Kimi ni – 3:57
3. Darenimo Watasenai Yo – 5:36
4. First Love – 3:36
5. Pretty Girl – 4:37
6. Waratte Agerarenakute Gomen – 3:03
7. Birthday – 3:55
8. Innocent Smile (無邪気な笑顔で) – 3:50
9. Kowaresou – 2:53
10. Winter Gift – 4:05
11. Never Let You Go: Shindemo Hanasanai – 3:17
12. Love Song from Radio (愛の歌がRadioから) – 3:43
13. I Wonder If You Hurt Like Me (君も僕のように Jap. ver. of 너도 나처럼; Neodo Nacheoreom) (Bonus Track) – 3:54